# محطة قطار ذراع الميزان
محطة قطار ذراع الميزان هي محطة قطارات بذراع الميزان في ولاية تيزي وزو، وتنطلق منها أنواع عديدة من القطارات على اختلاف درجاتها إلى جميع نواحي الجزائر · .

## تاريخ

### الإنشاء
يندرج مشروع محطة قطار ذراع الميزان في إطار تمديد شبكة السكك الحديدية في ولاية تيزي وزو وولاية بومرداس تحت إشراف الوكالة الوطنية لدراسة ومتابعة إنجاز الاستثمارات في السكك الحديدية.
وقد انطلقت الدراسات التقنية لهذه المحطة في العام 2014م ليتم التقدم المحسوس في تصميم خط سكة حديد من ذراع الميزان إلى دلس · .
ويسمح إنجاز هذه المحطة بالربط ما بين ميناء دلس ومحطة قطار ذراع الميزان على امتداد 64 كلم عبر خط سكة حديد من الثنية إلى وادي عيسي في منطقة القبائل.

### الازدواجية
تم تزويد مشروع محطة قطار ذراع الميزان بسكة حديدها ذات مسار مزدوج بدل من المسار الفردي.
وستساهم شركات عديدة بالتقانة والتجربة في إنجاز محطة قطار ذراع الميزان ومحيطها، عبر مراحل التخطيط والهندسة المدنية المتخصصة وإشارات السكك الحديدية وسكة الحديد المكهربة.

### الكهربة
تم اختيار خط سكة حديد مكهرب ليعبر محطة قطار ذراع الميزان ضمن خطوط السكة الحديدية في الجزائر فيما يتعلق بنقل المسافرين ونقل السلع يوميا.
وتتميز سكة الحديد في هذه المحطة بكونها سكة حديد مكهربة بجهد كهربائي شدته 25 000 فولط إلى غاية محطة قطار دلس على مسافة 64 كلم لتصل سرعة القطار الكهربائي إلى 160 كلم\سا بعد التدشين وبدء الخدمة.
وستقوم شركة الشركة الوطنية للنقل بالسكك الحديدية، مع شركات أخرى، بتطوير إشارات السكك الحديدية والاتصالات بين القطارات على مستوى هذه المحطة وهذا الخط المكهرب.

## الخطوط والمحطات الموصولة

### خط سكة حديد من ذراع الميزان إلى دلس
|  |   |  | محطات القطار | البلديات     | الربط بالقطار والترامواي   | الربط بالمترو |
|  | - |  | ------------ | ------------ | -------------------------- | ------------- |
|  | ● |  | ذراع الميزان | ذراع الميزان | • بوغني • عمر              |               |
|  | ● |  | تيزي غنيف    | تيزي غنيف    |                            |               |
|  | ● |  | ذراع بن خدة  | ذراع بن خدة  | تيزي وزو • وادي عيسي       |               |
|  | ● |  | تادمايت      | تادمايت      |                            |               |
|  | ● |  | الناصرية     | الناصرية     |                            |               |
|  | ● |  | برج منايل    | برج منايل    | • الثنية • الحراش • القصبة |               |
|  | ● |  | بغلية        | بغلية        |                            |               |
|  | ● |  | دلس          | دلس          | • أزفون • تيقزيرت          |               |

## مكتبة الصور

قرية في ذراع الميزان
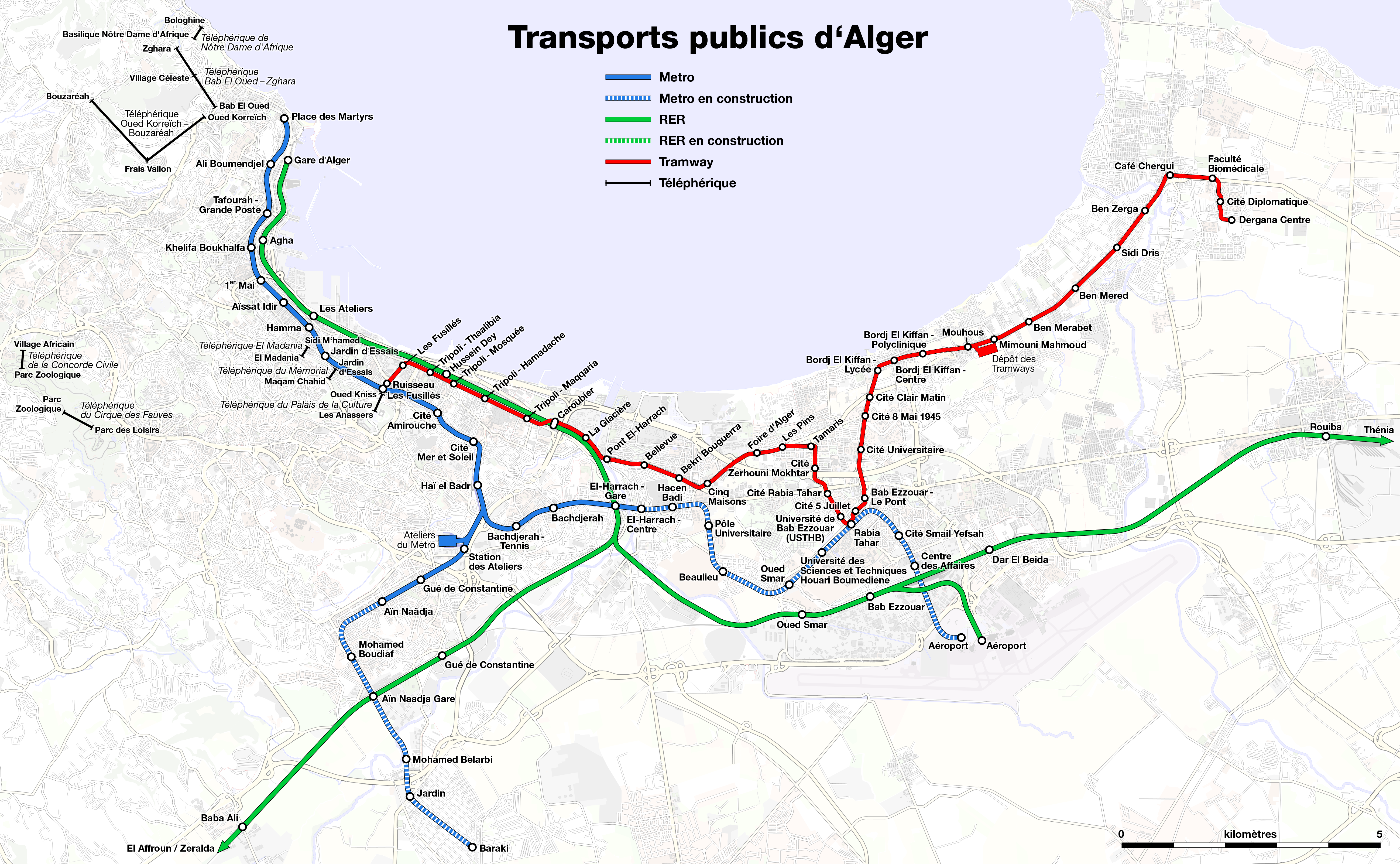
مترو الجزائر وترامواي الجزائر العاصمة
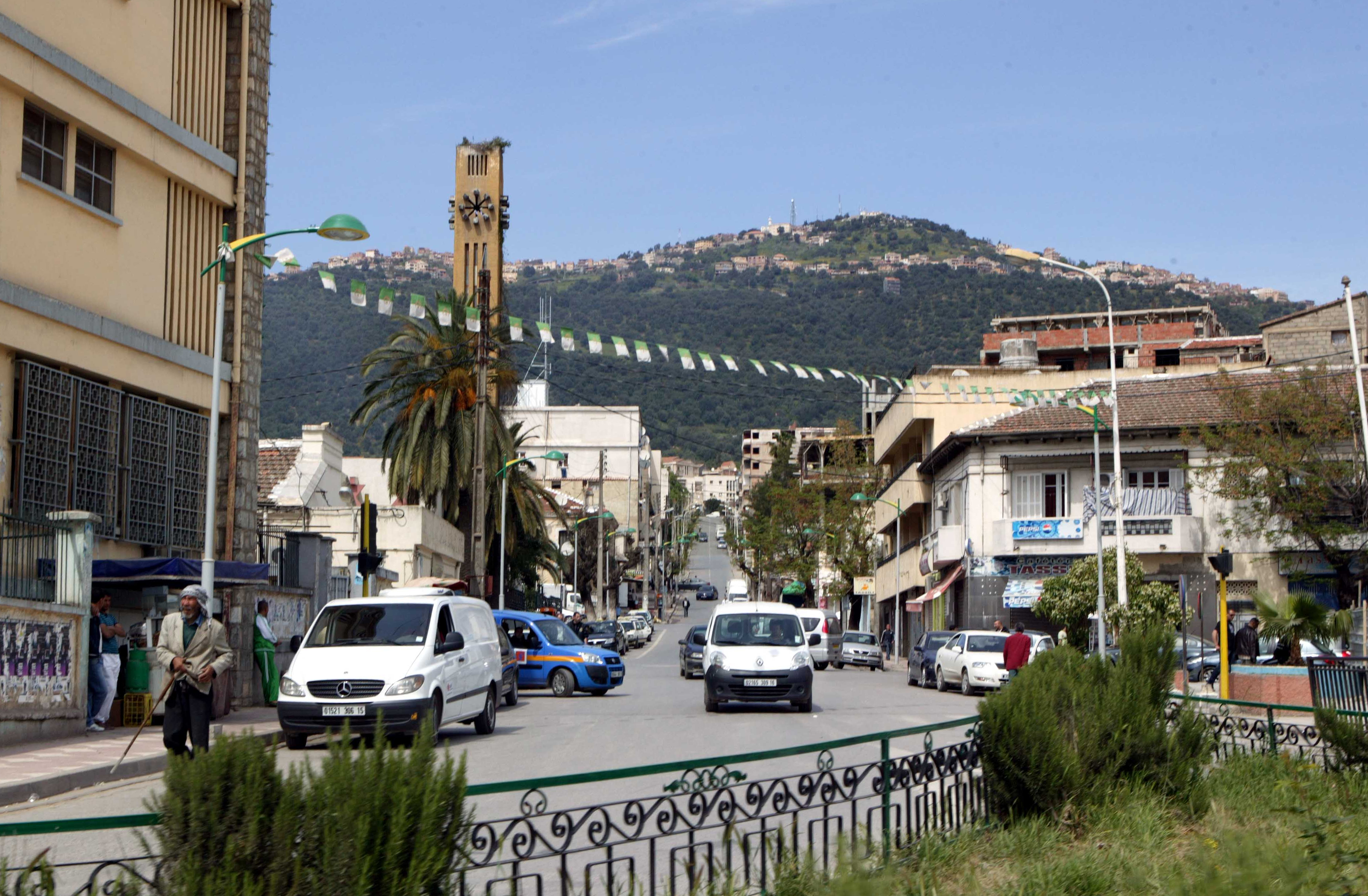
النقل في ولاية تيزي وزو
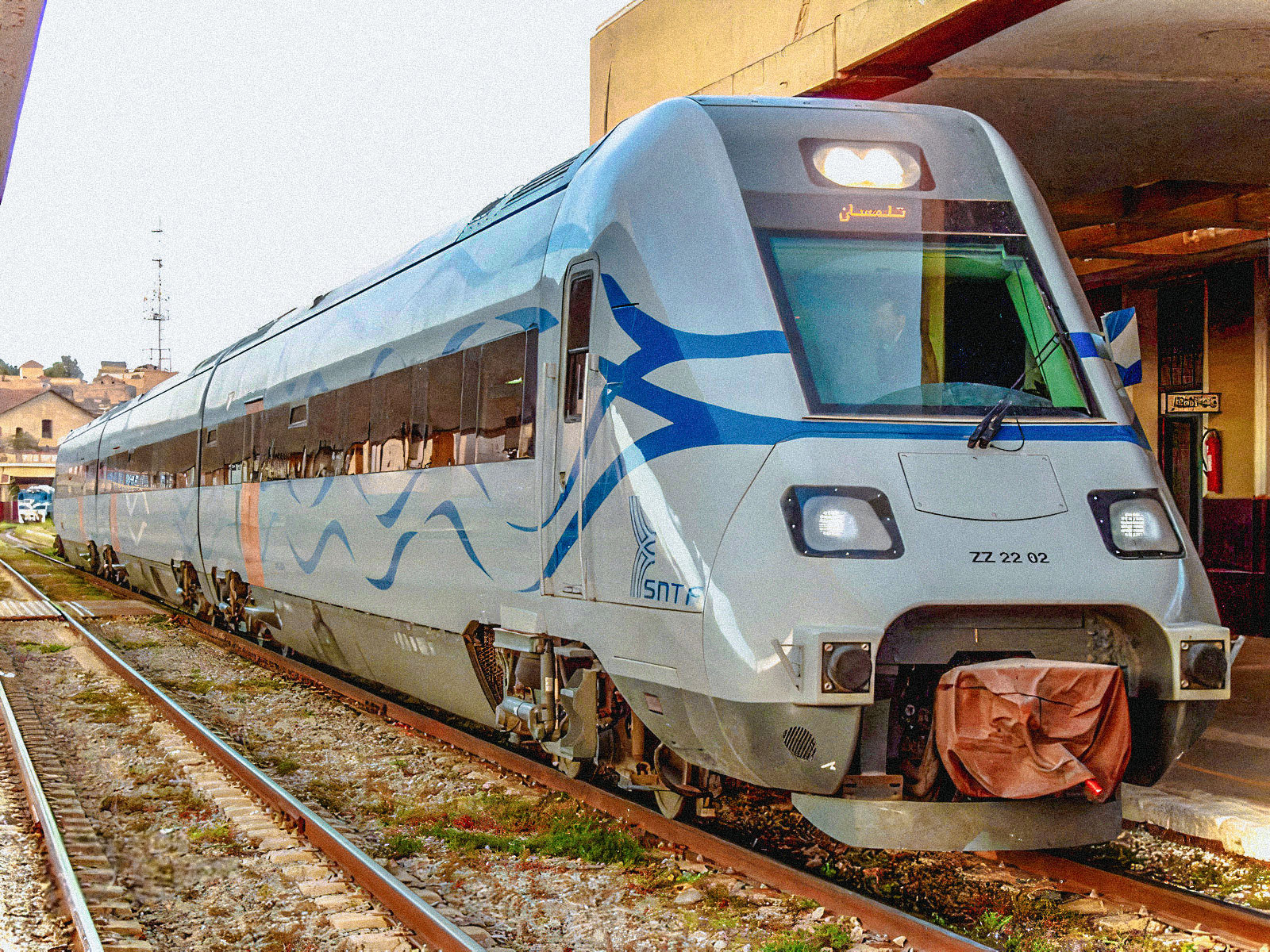
الشركة الوطنية للنقل بالسكك الحديدية
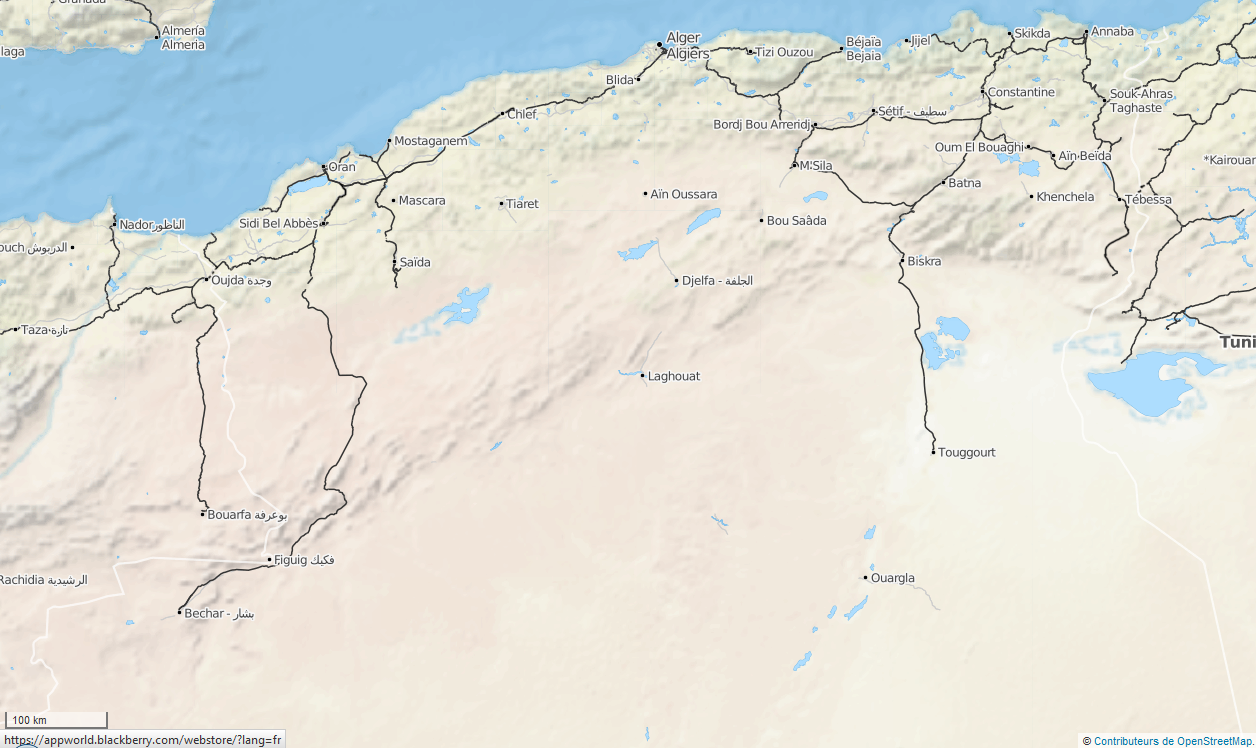
النقل بالسكة الحديدية في الجزائر

### مواضيع ذات صلة
- وزارة النقل الجزائرية
- الشركة الوطنية للنقل بالسكك الحديدية
- النقل في الجزائر
- محطات السكك الحديدية في الجزائر
- النقل بالسكة الحديدية في الجزائر
- تاريخ السكك الحديدية الجزائرية
- قائمة خطوط السكة الحديدية في الجزائر
- الوكالة الوطنية لدراسة ومتابعة إنجاز الاستثمارات في السكك الحديدية
- قائمة محطات القطار في الجزائر
- شركة السكك الحديدية للشرق الجزائري [الفرنسية]
- خط سكة حديد من الجزائر إلى سكيكدة
- خط سكة حديد من بني منصور إلى بجاية [الفرنسية]
- الطريق الوطني رقم 12
- الطريق الوطني رقم 24

### فيديوهات
- مدينة ذراع الميزان على يوتيوب
- تهيئة ميناء دلس على يوتيوب
- ميناء زموري وميناء دلس على يوتيوب
- الصيد في ميناء دلس على يوتيوب
- تنظيف ميناء دلس على يوتيوب
- عودة قوارب الصيد في ميناء دلس على يوتيوب
- ميناء دلس القديم على يوتيوب
- ميناء دلس القديم على يوتيوب

### وصلات خارجية
- الموقع الرسمي للشركة الوطنية للنقل بالسكك الحديدية